# ポール・アーメンターノ
ポール・アーメンターノ（Paul Armentano）は、NORML（National Organization for the Reform of Marijuana Laws、マリファナ法規制の改正を求める全米組織）と NORML基金の副代表。同組織への問い合わせの担当者として対応。マリファナ政策、保健衛生、薬理学の分野に精通し、カナダ保健省およびカナダ公共健康協会のコンサルタントを務めたことがある。カリフォルニア州在住。

## 経歴
全国規模の会議や法律に関するセミナーでの講演、州議会や連邦政府機関における証言の経験が豊富であり、医療大麻の使用、薬物検査、薬物使用中の運転に関連する事件の裁判においても、多数の刑事事件弁護士に協力している。またオークランドにあるオークステルダム大学の職員として、医療大麻の安全性と効能の科学を教えている。
全国ネットのラジオやテレビ番組への出演の機会も多く、これまでに、FOXニュース、MSNBC、CBSニュースなどに出演。彼が書いた記事やリサーチの結果は、ニューヨーク・タイムズ紙、ワシントン・ポスト紙、クリスチャン・サイエンス・モニター紙を含む500以上の媒体および十数冊の教科書や選集に掲載されている。2008年には「Project Censored Real News Award for Outstanding Investigative Journalism」賞を受賞。

## 著書
2009年にはスティーブ・フォックス、メーソン・トヴェルトとの共著『Marijuana Is Safer: So Why Are We Driving People to Drink?』（2009年、チェルシー・グリーン刊、邦題『マリファナはなぜ非合法なのか?』三木直子訳、築地書館 ISBN 978-4806714149）を執筆した。この本はAmazon.comでベストセラーとなり、Publishers Weekly誌によって、「独立系出版社による、もっとも期待できる20冊」のひとつに選ばれている。